# هیمه‌تاتاراایسوزو-هیمه
هیمه‌تاتاراایسوزو-هیمه (به ژاپنی: 媛蹈鞴五十鈴媛 Himetataraisuzu-hime)؛ اولین امپراتریس ژاپن و همسر امپراتور جینمو بود. فرزندان او تاج و تخت ژاپن را به ارث بردند.